# أندرو سي. بيكر
أندرو سي بيكر (بالإنجليزية: Andrew C. Becker)‏ (مواليد 1973) عالم فلك أمريكي.